# Autochthonos
Autochthonos (Oudgrieks: ἀυτόχθωνος / autóchthônos, van ἀυτός / autós, « zelf » en χθών / khthốn, « aarde ») beduidt in de Griekse mythologie een kind aan dat spontaan geboren werd uit de aarde. Men mag echter autochthonos en zoon van Gaia (Moeder Aarde) niet verwarren: heel wat legendes zijn vaak verward in verband met de geboorte van autochthonoi en geven daarom vaak meerdere versies, waarbij deze normaal gezien vader noch moeder hebben en uit de aarde ontspruiten zoals een plant.
Het merendeel van deze autochthonoi valt een heroëncultus te beurt.
Onder de bekendste van hen vinden we (afhankelijk van de versie):
- Kekrops, stichter van Athene
- Kranaos
- Amphiktyon
- Erichthonios
- Pelasgos
- Periphas
- Lycaon
- Lelex
- Aigialeus, stichter van Sicyon
- Phlegyas